# Benedetto Pistrucci

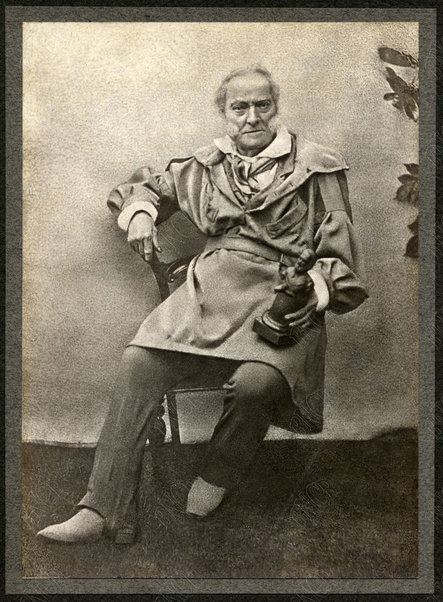
Benedetto Pistrucci

Benedetto Pistrucci, född den 29 maj 1783 i Rom, Kyrkostaten, död den 16 september 1855 nära Windsor, Storbritannien, var en italiensk gem- och myntgravör. 
Pistrucci började sin karriär som gemgravör i Italien och vann med tiden sådana framgångar att han av den brittiske prinsregenten, sedermera konung Georg IV av Storbritannien, inbjöds till Storbritannien. I London kom Pistrucci att anlitas som myntgravör av den brittiske myntmästaren William Wellesley-Pole och ansvarade bland annat för gravyren till de nya guld- och silvermynt som då utgavs för Georg III. Sedermera kom Pistrucci även att anlitas för porträttgravyren till Georg IV:s mynt när denne tillträdde tronen.
Mest ihågkommen är Pistrucci förmodligen för sin gravyr av Sankt Göran och draken som kom att pryda Sovereign-mynten från Georg IV och som alltjämt (2024) används för frånsidan av dessa mynt.

## Bilder

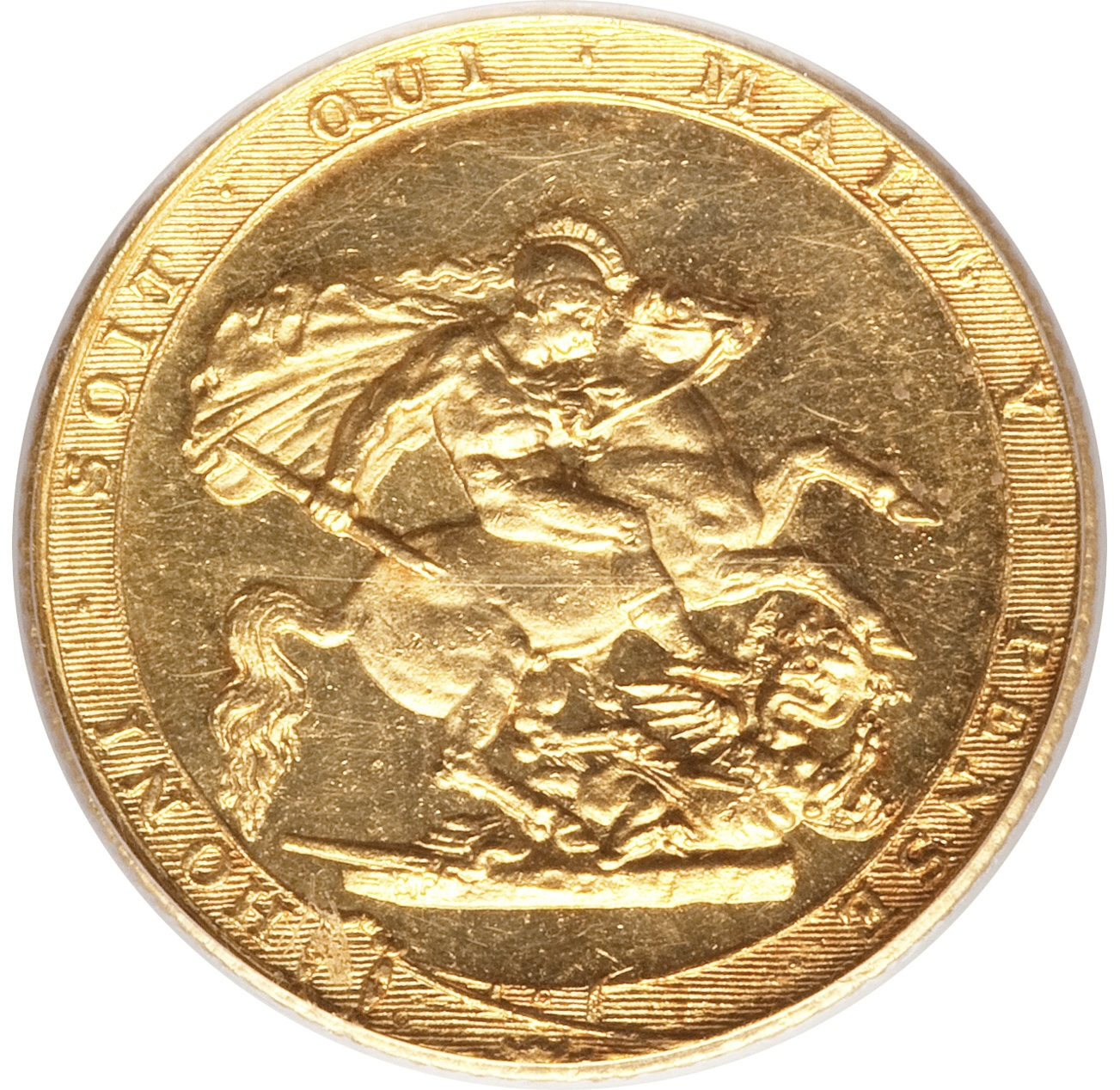
Frånsidan av Sovereign-mynt från 1817 med Benedetto Pistruccis gravyr av Sankt Göran och draken.
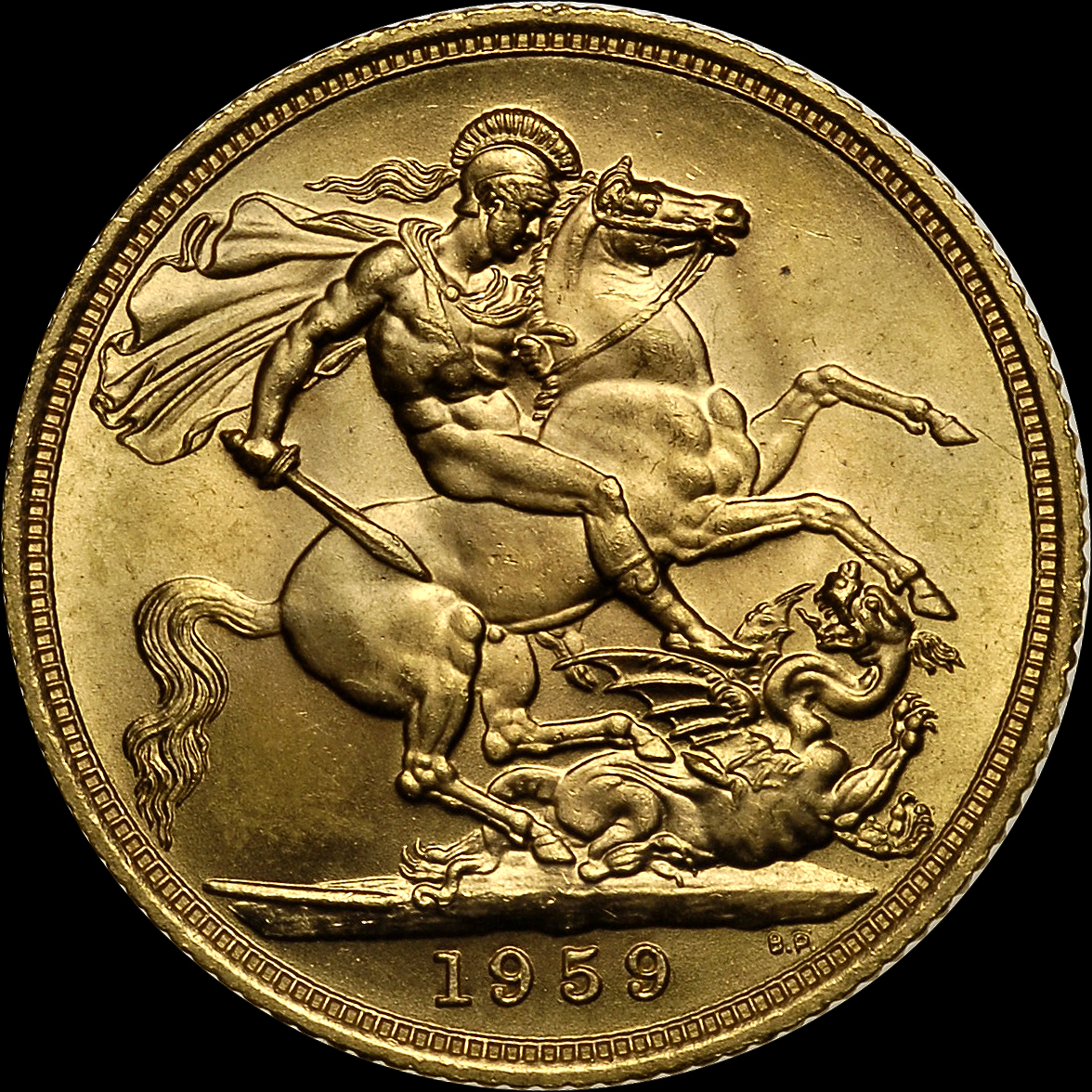
Senare frånsida av Sovereign-mynt, exempel från 1959.
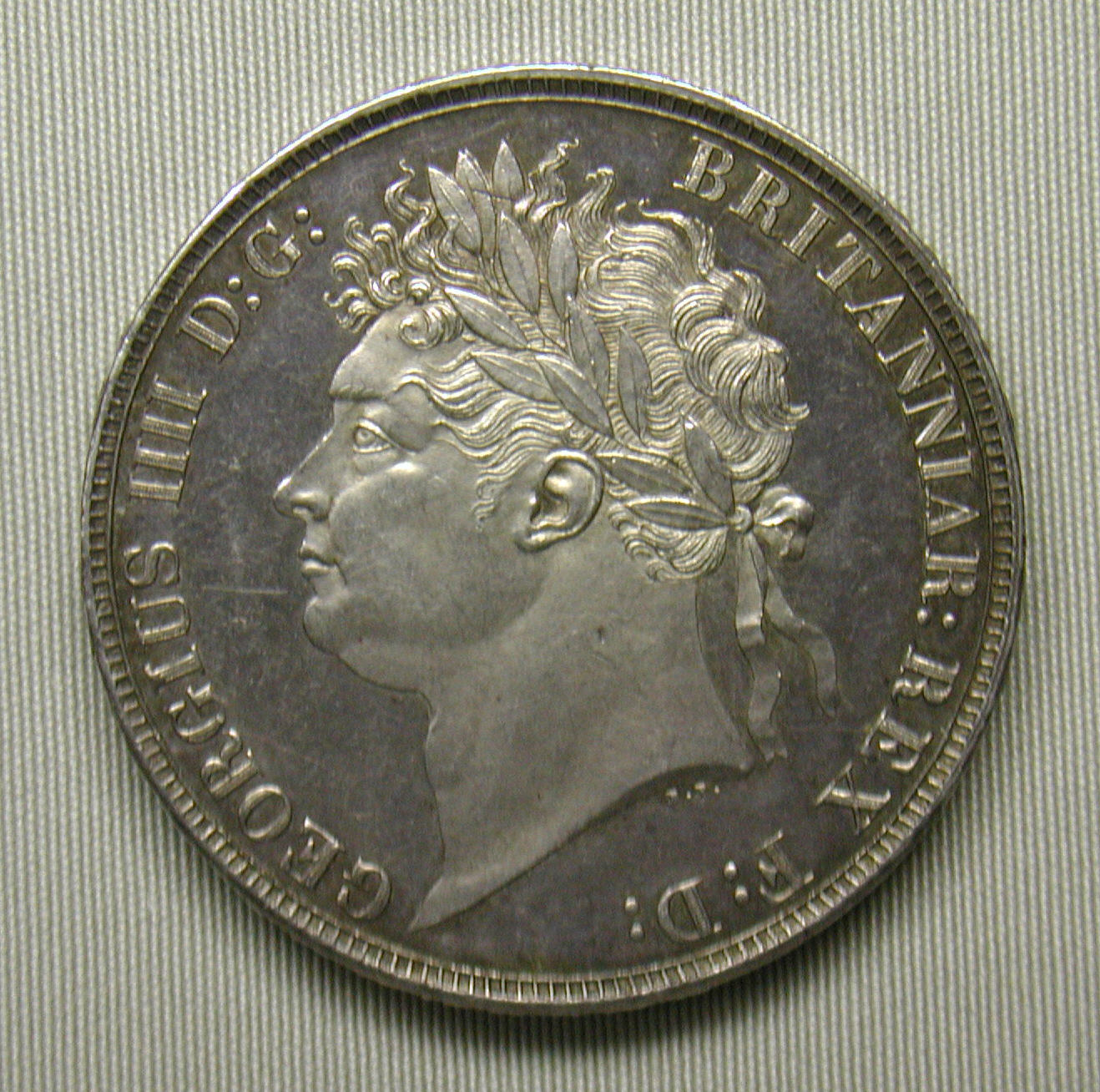
Åtsida med Pistruccis gravyr av Georg IV av Storbritannien.
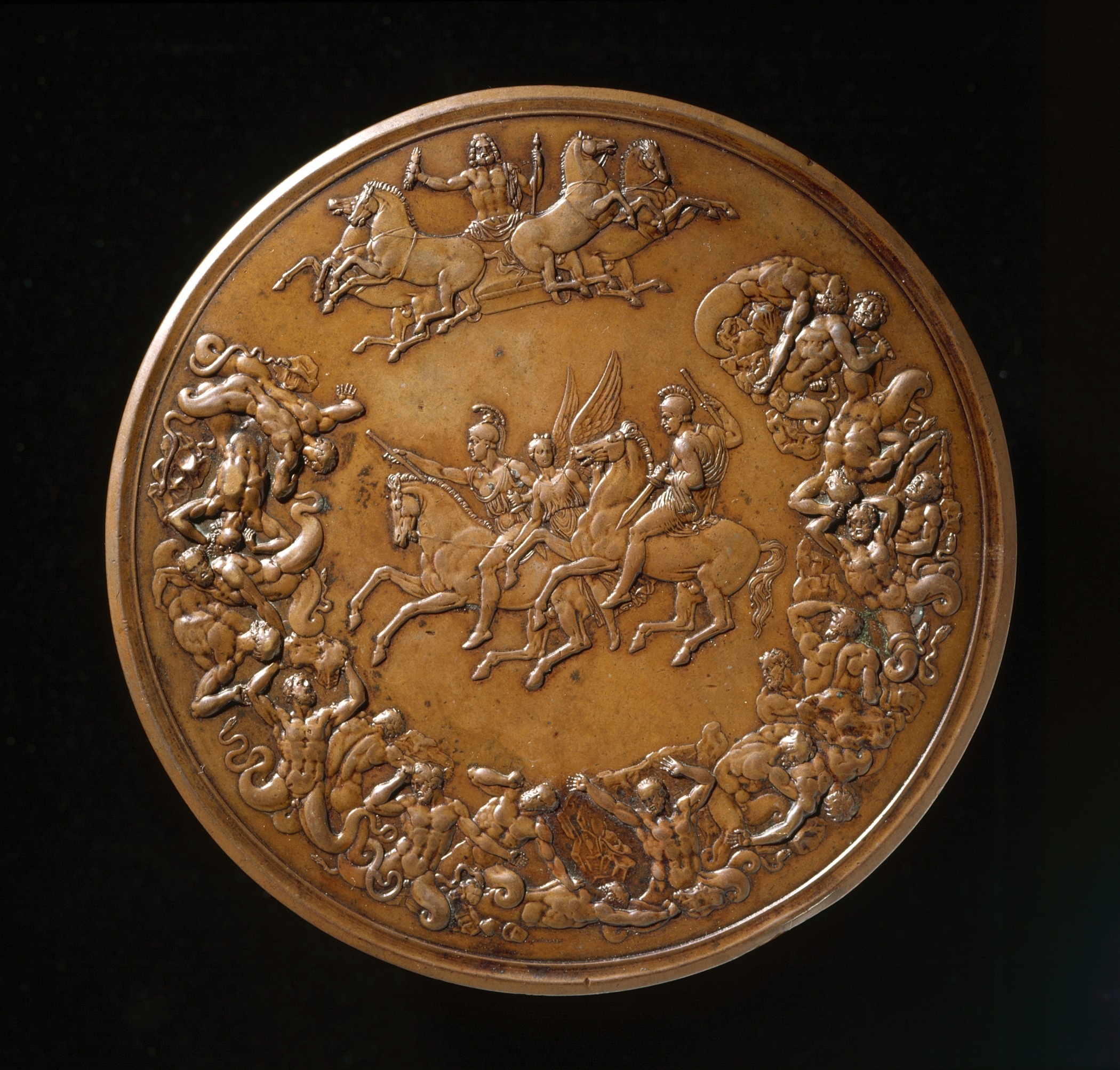
Minnesmedalj för Slaget vid Waterloo med gravyr av Pistrucci.